# Tejeda de Tiétar
Tejeda de Tiétar è un comune spagnolo di 969 abitanti situato nella Comunità autonoma dell'Estremadura.